# 劇戦!大相撲
『劇戦!大相撲』（げきせんおおずもう）とは、CSスポーツ専門チャンネル・J sports ESPNで放送されていた大相撲のダイジェスト番組である。

## 概要
2003年九月場所をもって終了したテレビ朝日の『大相撲ダイジェスト』に代わって、当時スポーツ・アイ ESPNだった2004年5月9日の同年夏場所初日より放送開始。本場所期間中に30分にまとめたダイジェストを当日23時と翌日7時30分から放送していた。場所終了後は千秋楽翌日の月曜から木曜まで13時から4日分まとめて（木曜は3日分）再放送を行っていた。
好角家として有名なデーモン小暮閣下が準レギュラー出演していた。
2009年初場所から連日放送は取り止めになり、本場所の大会期間中の中日（8日目）と千秋楽（15日目）の日曜日23時から24時にそれぞれ1週間のハイライト番組として放送していたが、2009年春場所の放送を最後に打ち切りとなった。

## 出演者

### 司会・実況
- 坂信一郎 - 文化放送局アナ時代に『大相撲熱戦十番』の実況を担当。
- 銅谷志朗 - かつては本家『大相撲ダイジェスト』でも司会を務めていた。

### 解説
- 旭道山和泰 - 愛称・キョクさん。
- 浪乃花教天 - 旭道山が出演できない日のみ、愛称・ナミさん。

### ゲスト解説
- デーモン小暮閣下 - 初日・中日・千秋楽に出演することが多かった。

## コーナーの内容
- 幕内全取組の実況 - 相撲協会映画部製作の公式映像を元に、スタジオで解説を入れる。いわゆるカラ出張方式。
- 歴戦!名勝負 - 過去行われた本場所のうち、歴史に残る名勝負を再現する。